# 트링코말리구

트링코말리 구

트링코말리구(싱할라어: ත්‍රිකුණාමළය දිස්ත්‍රික්කය, 타밀어: திருகோணமலை மாவட்டம்)는 스리랑카를 구성하는 25개 구 가운데 하나로 행정 중심지는 트링코말리이며 면적은 2,727km2, 인구는 378,182명(2012년 기준)이다. 행정 구역상으로는 동부 주에 속한다.